# 武鎧蛺蝶
武鎧蛺蝶（学名：Chitoria ulupi）也稱蓬萊小紫蛺蝶、蓬萊小紫挾蝶、荒木小紫蛺蝶、阿薩密小紫蛺蝶，是鎧蛺蝶屬中的一種蝴蝶。

## 描述
本種為中型蛺蝶，雌雄差異明顯。雄蝶體色以黃褐至乳白為主，雌蝶則為暗褐與白色對比。前翅長31-39 mm，前翅與後翅皆呈近三角形，雄蝶翅端略突出，前翅外緣中央略內凹。
雄蝶翅背面為泛綠的橙黃色，翅緣及翅端具褐色帶紋，前後翅CuA1室內皆有黑褐色斑點；翅腹面為橄欖綠色，僅前翅內側帶橙色，後翅中央具一條褐色細紋。
雌蝶翅背面為黑褐色，中央具明顯白色帶紋，前翅外側有數枚白斑；翅腹面呈泛銀白的淺橄欖綠色，中央白色斑帶內緣鑲有暗色線條。緣毛為褐色。
足部方面，雄蝶前足癒合、有毛且呈刺狀；雌蝶前足分節、有爪無毛。體部顏色雄蝶為乳白與褐色相間，雌蝶則偏暗褐。

## 鑑別
臺灣有兩種鎧蛺蝶部分棲地重疊，可依以下特徵區分：
- 金鎧蛺蝶後翅腹面的中央帶紋前端向外偏，武鎧蛺蝶無此特徵。
- 武鎧蛺蝶雄蝶翅腹面具綠色調，金鎧蛺蝶則無。
- 武鎧蛺蝶雌蝶翅腹面有銀色光澤，金鎧蛺蝶沒有。
- 金鎧蛺蝶雌蝶交尾囊上具一對花壁，武鎧蛺蝶則無。[1]

## 分布
本種分布於中國華西、華東、華中、阿薩姆、朝鮮半島與台灣。台灣地區分布於本島中海拔地區，數量稀少。

## 棲地
棲息於常綠闊葉林，可能為一年一代。成蝶飛行活潑快速，喜吸食樹液及腐果，幼蟲可能以大麻科朴樹葉片為食。

## 亞種
- Chitoria ulupi ulupi Doherty, 1889 （阿薩姆、曼尼普爾邦、緬甸）
- Chitoria ulupi dubernardi Oberthür, 1912（雲南）
- Chitoria ulupi arakii Naritomi, 1959 （台灣）
- Chitoria ulupi kalaurica Tytler, 1926 （緬甸）
- Chitoria ulupi fulva Leech, 1891 （韓國，華東，四川）
- Chitoria ulupi tong Yoshino, 1997 （廣西）

## 資料來源
1. 1 2 3  徐堉峰，梁家源，黃智偉，沈宗諭. . 農業部林業及自然保育署. 2021/12. ISBN 9786267100523.
2. ↑  徐堉峰. . 台中市: 晨星出版社. 2013. ISBN 978-986-177-668-2.

## 外部連結
- 维基共享资源上的相關多媒體資源：武鎧蛺蝶